# Anabarilius goldenlineus
Espèce
Statut de conservation UICN

CRB1ab(iii) : 
En danger critique
Anabarilius goldenlineus est une espèce de poissons d'eau douce de la famille des Cyprinidae.

## Répartition
Anabarilius goldenlineus est endémique de la province du Yunnan (Chine).

## Systématique
Le nom valide complet (avec auteur) de ce taxon est Anabarilius goldenlineus Li (d) & Chen (d), 1995.

### Étymologie
Son épithète spécifique, goldenlineus, dérive de latinisation des termes anglais golden, « doré », et line, « ligne, rayure », et fait référence aux trois rayures dorées présentes sur le dos et les flancs.

### Publication originale
- (zh) W.-X. Li, D.-F. Wu, A.-L. Chen et Z.-H. Xi, « [A new species of Anabarilius and its nutritional compositions from Yunnan] », Chinese Journal of Fisheries, Chine, vol. 8, no 2,‎ novembre 1995, p. 80-84.